# Portulacaria armiana
Portulacaria armiana är en tvåhjärtbladig växtart som beskrevs av Van Jaarsv. Portulacaria armiana ingår i släktet Portulacaria och familjen Didiereaceae. Inga underarter finns listade i Catalogue of Life.